# Дом Нарышкина — Рагузинских
Дом Нарышкина — Рагузинских — здание-достопримечательность в Москве, объект культурного наследия федерального значения.

## Географическое расположение
Находится по адресу: Центральный административный округ, улица Маросейка, дом 11/4, строение 1. Район Басманный.

## История
В 90-х гг. XVII века В. Ф. Нарышкин возвёл рядом с Малороссийским подворьем палаты.
В 1702 году проходила Северная война. Одним из пленников был Иоганн Эрнст Глюк, пастор, родившийся в Саксонии, затем жил в Швеции. В плену был сначала в Пскове и после в Москве, где помещён в Немецкую слободу. В 1704 году Иоганн Глюк на месте дома построил школу. 25 февраля 1705 года, по указу, школа сформирована для боярческих детей. Первые ученики — братья Веселовские. В 1705 году Глюк умер. На момент его смерти обучалось 28 людей. В 1707 году здание пострадало от пожара. В 1715 году школа закрылась.
В 1708 году С. Л. Рагузинский-Владиславич, серб по национальности, приехал в Москву. До этого он с 1703 года по 1708 год работал тайным агентом Мазепы
В 1764 году М. Д. Кантемир стал хозяином территории. В 1801 году территория перешла к Н. В. Репнину. С 1825 года владение закреплено за Императорским человеколюбивым обществом и в здании разместилась Маросейская богадельня для престарелых. Зданию были приданы ампирные черты, и был пристроен дополнительный одноэтажный корпус.
До 1912 года в здании находилась Елизаветинская женская гимназия.

## Архитектура
В конце XVII веке дома строились по следующему образу:
Мостовыя улицы мостят, не вынимая прежних подкладов и не вычищая грязи... а много ж из мостов в скудные дома крадут бревна.
В 1708 году Рагузинский пристроил к зданию третий этаж, построив у стен хоры, согласно его письму к Ф. М. Апраксину.
В 1825 году убрана декорация фасада.
Во второй половине XX века фасад и окна отремонтированы. Советские реставраторы воссоздали несколько «нарышкинских» наличников на дворовом фасаде.

## Современное состояние
По состоянию на 2017 год, дом почти расселён, только сводчатые помещения первого этажа используются для торговли. Множественные трещины замазаны в ходе авральных работ по реконструкции и благоустройству Маросейки и Покровки летом 2014 года, при этом использовался цементный раствор, противопоказанный кирпичной кладке. По состоянию на 2017 год, противоаварийные и реставрационные работы не начаты. (Строение 4 во дворе, 1932 года постройки, возможно, более древнее в основе, снесено в том же году под предлогом капитального ремонта.) В мае 2016 года утверждено охранное обязательство. В январе 2018 года на общественное обсуждение вынесен Акт государственной историко-культурной экспертизы проекта первоочередных противоаварийных работ по ОКН. В мае 2018 г. в ходе начавшихся противоаварийных работ в правом крыле здания в крайнем восточном помещении третьего этажа под штукатуркой обнаружились росписи упраздненной еще до революции 1917 года домовой церкви св. Елисаветы. В июле 2021 года противоаварийные и реставрационные работы завершены.

## Названия
Здание имеет название: «Дома, откуда берут вторых жен». Название произошло по следующей истории. Марта Скавронская была воспитанницей или служанкой в доме Глюка и вместе с ним сюда переехала. Впоследствии она стала второй женой Петра I, и более известной как императрица Екатерина I.